# Anne Jensen
|  | For politikeren Anne Jensen, se Anne E. Jensen |
Anne Jensen (født 21. november 1950) er en dansk skuespiller, uddannet fra Aarhus Teater. Hun er mest kendt for rollen som Skjern-familiens stuepige Gudrun i tv-serien Matador. Hun bor nu på Fanø og er ikke længere aktiv i skuespillerfaget.

## Filmografi
- De vægelsindede – 1978
- Matador – 1978-1981
- Krigsdøtre – 1981
- Anholt - stedet, rejsen – 1988
- Kald mig Liva – 1992

## Eksterne links
- Anne Jensen på Internet Movie Database (engelsk)
- Anne Jensen på Filmdatabasen
- Anne Jensen på danskefilm.dk
- Anne Jensen på The Movie Database (engelsk)